# Gundemar
|  | Aquest article tracta sobre el rei visigot del s. VII. Si cerqueu el príncep burgundi del s. V, vegeu «Gundemar I». |

Gundemar fou rei visigot del Regne de Toledo del 610 al 612. Era el cap dels nobles oposats a Viteric, al que va enderrocar el 610. Proclamat rei Gundemar, no cap dubtar que els que havien recolzat a l'anterior rei van patir represàlies. Bulgar de Bulagran, un comte conegut per unes cartes, insulta obertament a Viteric ("el més malvat i lladre", diu), i senyala que havia explotat al poble. En canvi Gundemar, durant el període que va ser dux de la Narbonense, ja havia tractat amistosament als "exiliats i perseguits".
Sens dubte Gundemar representava a la noblesa visigoda més favorable al catolicisme. Liuva I havia significat l'accés al tron d'un candidat de consens entre les faccions: nacionalistes i pangodes. Les diferències entre els dos partits es van diluir per donar pas a dues noves tendències, els arrians i els catòlics, representats per Leovigild i Ermenegild, triomfant els segons amb Recared i Liuva II, i recobrant-se els primers amb Viteric, per desaparèixer finalment amb la seva mort. Des d'aleshores les diferències partidistes patiran un nou canvi.
Sembla que la primera decisió del nou rei, va ser atacar el territori dels vascons. Havia passat molt temps des de la victòria del 581 i segurament al segle vii els vascons tornaven a constituir un problema. No un greu problema polític o militar però si un problema de seguretat. Les forces visigodes van assolar el país dels vascons 
Poc després de la seva arribada al tron Gundemar va promoure la celebració d'un sínode a la Cartaginense (província on estava la capital) desenvolupat a Toledo. El tema a tractar era la qüestió de la primacia de Toledo. Atès que Cartago Nova, la capital provincial, romania en mans dels romans d'Orient, la posició de bisbe metropolità havia recaigut en el bisbe de Toledo, per la seva condició de capital del regne (temporalment primer i després definitivament). Encara que el 527 (II Concili de Toledo) el bisbe de Toledo Montà (Montanus), havia indicat que residia en la metròpoli (potser referència a la condició de residència real temporal), no ostentava la condició de metropolità. Però després de l'ocupació de Cartago Nova pels grecs, entre el 552 i el 555 probablement, el bisbe de Toledo va assumir el títol de metropolità (al III Concili de Toledo el 589, el bisbe de Toledo Eufemi (Euphemius), va signar les actes com metropolità de la Carpetània, la qual cosa indicaria que el bisbe de Cartago Nova conservava la seva condició de metropolità per a la part de la província ocupada pels romans d'Orient, és a dir l'Oròspeda, i jurídicament de tota la província). Sembla que un altre bisbe reclamava la condició de metropolità sobre la Oròspeda romana d'Orient encara que reconeixia a Toledo la seva condició de Bisbat metropolità de Carpetània.
El Sínode de Toledo havia de decidir sobre el conflicte. Quinze bisbes de la província van assistir al mateix i van acordar que Toledo era la metròpoli de tota la província, declaració que va abonar el rei el 23 d'octubre del 610, en un document en el qual van estampar la seva firma (a més del rei) vint-i-sis bisbes o arquebisbes (signaven Isidor de Sevilla, que havia succeït al seu germà Leandre de Sevilla en el càrrec de bisbe de la capital bètica Sevilla cap al 600, i l'arquebisbe de Mèrida. En el text s'indicava expressament que constava a tots que "la regió de Carpetània no és una província sinó una part de la província Cartaginense". El fet que el tema a tractar fora "intern", sembla indicar que no s'havia produït en el regnat anterior de Viteric una volta a l'arrianisme, car en aquest cas el Sínode o Concili hauria hagut de tractar alguns temes relatius a això.
El 611 Gundemar va marxar en campanya contra els romans d'Orient. Isidor no indica on va operar ni els seus resultats. Només esmenta que "va assetjar als romans d'Orient", evidentment amb escàs èxit. El mateix any hi va haver un intent de restablir l'aliança quadripartida contra Borgonya en el que va participar el comte Bulgar de Bulgaran. Aquest comte esmenta en una de les seves cartes el fet que Brunequilda i el seu net Teodoric incitaven al rei dels àvars a atacar Teodebert (o Teudebert) d'Austràsia. Gundemar i Teodebert van concertar una aliança (en la que s'indica que el rei visigot aportà diners "als francs", segurament austrasians) i es van enviar ambaixadors a Teodoric i Brunequilda. Sembla que a l'ambaixada figuraven dos gots amb la consideració de viri illustres, anomenats Tàtila i Guldrimir, que van ser detinguts en un lloc anomenat Irupinae (que no ha pogut identificar-se), en resposta de la qual cosa el comte Bulgar de Bulgaran va ocupar Juvignac (Iuviniacum) i Corneilhan (Cornelianum), dues viles que Recared havia lliurat a Brunequilda sense que se sàpiguen els motius. Brunequilda va exigir la restitució de les dues ciutats a lo que Bulgar es va negar fins que no s'alliberés a Tàtila i Guldrimir. De les cartes de Bulgar no consta el resultat final de les negociacions, i com Gundemar va morir poc després i Brunequilda a l'any següent, no pot aventurar-se que va ocórrer, encara que és lògic pensar que més aviat o més tard els ambaixadors van ser alliberats i les ciutats restituïdes, una vegada restablertes les relacions correctes entre els dos regnes.
Gundemar va morir a Toledo cap al febrer o març del 612, de mort natural. El va succeir Sisebut.